# Most na kraju svijeta (2014.)
Most na kraju svijeta je film redatelja Branka Ištvančića iz 2014., snimljen po romanu Čuvari mostova Josipa Mlakića. Film, kao i roman, tematizira nesretne ljudske sudbine iz vremena rata u Hrvatskoj. U ozračju straha i povratka srpskih prognanika u svoje kuće u kojima su u međuvremenu naseljeni Hrvati izbjegli iz Bosne, jedan starac nestaje, a istraga policajca koji je i sam naseljen u srpskoj kući s vremenom postaje sve osobnija. Originalnu glazbu za film skladao je Dalibor Grubačević.

## Glavne uloge
- Aleksandar Bogdanović – Filip
- Slaven Knezović – Dragan
- Nela Kočiš – Sofija
- Sanja Radišić – Sanja
- Jelena Perčin – Ivanka
- Đorđe Kukuljica – Ivan
- Vlatko Dulić – Otac

## Radnja
Rat je završio. Sela bosanskih Hrvata su uništena i oni su nastanjeni u kućama hrvatskih Srba. Posebnom državnom uredbom, u srpske kuće trebaju se početi vraćati njihovi vlasnici, a Hrvate koji žive u njima čeka neizvjesnost. Javlja se bijes i neprijateljstvo. Netrpeljivost prema Srbima povratnicima osjeća se na svakom koraku. Dočekuju ih rafalima iz kalašnjikova. U toj jezivoj atmosferi, nestaje starac Jozo, bosanski Hrvat, i gubi mu se svaki trag. Policajac Filip, i sam nastanjen u srpskoj kući, treba istražiti slučaj. Iako su svi uvjereni da je Jozu ubio neki Srbin povratnik, Filip predano započinje istragu ne želeći vjerovati pričama. Filip u istrazi otkriva vlastite demone prošlosti.

## Glazba iz filma
U svibnju 2015. diskografska kuća Aquarius Records objavila je soundtrack s glazbom koju je Dalibor Grubačević skladao za ovaj film. Most na kraju svijeta drugi je igrani film na kojem Grubačević surađuje s redateljem Brankom Ištvančićem.

## Vanjske poveznice
- Most na kraju svijeta – službene stranice  Arhivirana inačica izvorne stranice od 21. kolovoza 2014. (Wayback Machine) (hrv.) (engl.)
- Most na kraju svijeta u internetskoj bazi filmova IMDb-a
- Službene stranice redatelja Branka Ištvančića
- Recenzija filma na Filmovi.hr
- Recenzija filma na pazisnimase.com  Arhivirana inačica izvorne stranice od 20. studenoga 2015. (Wayback Machine)
- ilovezrenjanin.com – Sanja Radišić o filmu “Most na kraju svijeta”: Uloga me je sama pronašla
- YouTube: Trailer filma
- YouTube: "Filipova suita" iz filma, skladatelj: Dalibor Grubačević